# Universidade de Reggio Calabria
A Universidade de Reggio Calabria (em italiano, Università Mediterranea di Reggio Calabria) é uma instituição de ensino superior pública localizada na cidade de Reggio Calabria, na Itália, fundada em 1968.

## Ligação externa
- Página oficial